# Couplage azo
Un couplage azo ou couplage azoïque est une réaction organique entre un composé chimique diazonium aromatique et d'un autre composé qui produit un composé azoïque. Dans cette réaction de substitution aromatique électrophile, l'électrophile est le cation aryldiazonium et le nucléophile est un arène activé. Dans la plupart des cas, comme dans les exemples ci-dessous, le composé diazonium est également aromatique.

## Diazotation
Le traitement de l'aniline par l'acide nitreux produit un sel de diazonium, dans une réaction de diazotisation. Les sels de diazonium sont des intermédiaires de synthèse importants qui peuvent subir des réactions de couplage pour former colorants azoïques ou une réaction de substitution pour changer les groupes fonctionnels présents sur les cycles aromatiques.

## Utilisation
Le colorant produit absorbera la lumière à des longueurs d'onde plus grandes (en particulier s'ils absorbent dans la région visible, vers le rouge) que les réactifs, en raison de l'augmentation du système conjugué. Par conséquent, les composés azoïques aromatiques issus du couplage azo ont tendance à être de fortement colorés en raison de leur système conjugués étendus. Beaucoup sont utilisés comme colorants (voir colorant azoïque). Les colorants azoïques importants comprennent le rouge de méthyle et le rouge naphtol (PR170).
Le couplage azoïque est également utilisé pour produire le prontosil et d'autres sulfamides.

## Exemple
De nombreuses procédures pour ce type de couplage ont été décrites,. Le phénol réagit avec du chlorure de benzènediazonium pour donner un composé azoïque jaune-orange. La réaction est catalysée par une base :
Un colorant homologue, appelé "jaune aniline" est produit par la réaction de l'aniline et du même sel de diazonium:
| An animation of the reaction mechanism of the azo coupling |
| Une animation du mécanisme                                 |

Les naphtols sont des accepteurs courants. Un exemple est la synthèse du colorant « brun organol » à partir d'aniline et de napht-1-ol:
De même, le napht-2-ol se couple avec un électrophile phényldiazonium pour produire un colorant rouge-orange intense.
Le système aromatique de l'amine d'où provient l'ion  diazonium peut identiquement être plus étendu, comme par ex dans un dérivé de la 2-naphtylamine qui fournit du rouge lithol :